# Cheimerius matsubarai
Cheimerius matsubarai és un peix teleosti de la família dels espàrids i de l'ordre dels perciformes.

## Morfologia
Pot arribar als 60 cm de llargària total.

## Distribució geogràfica
Es troba a les costes del nord-oest del Pacífic: Japó i Taiwan.